# 伊斯蘭裝飾

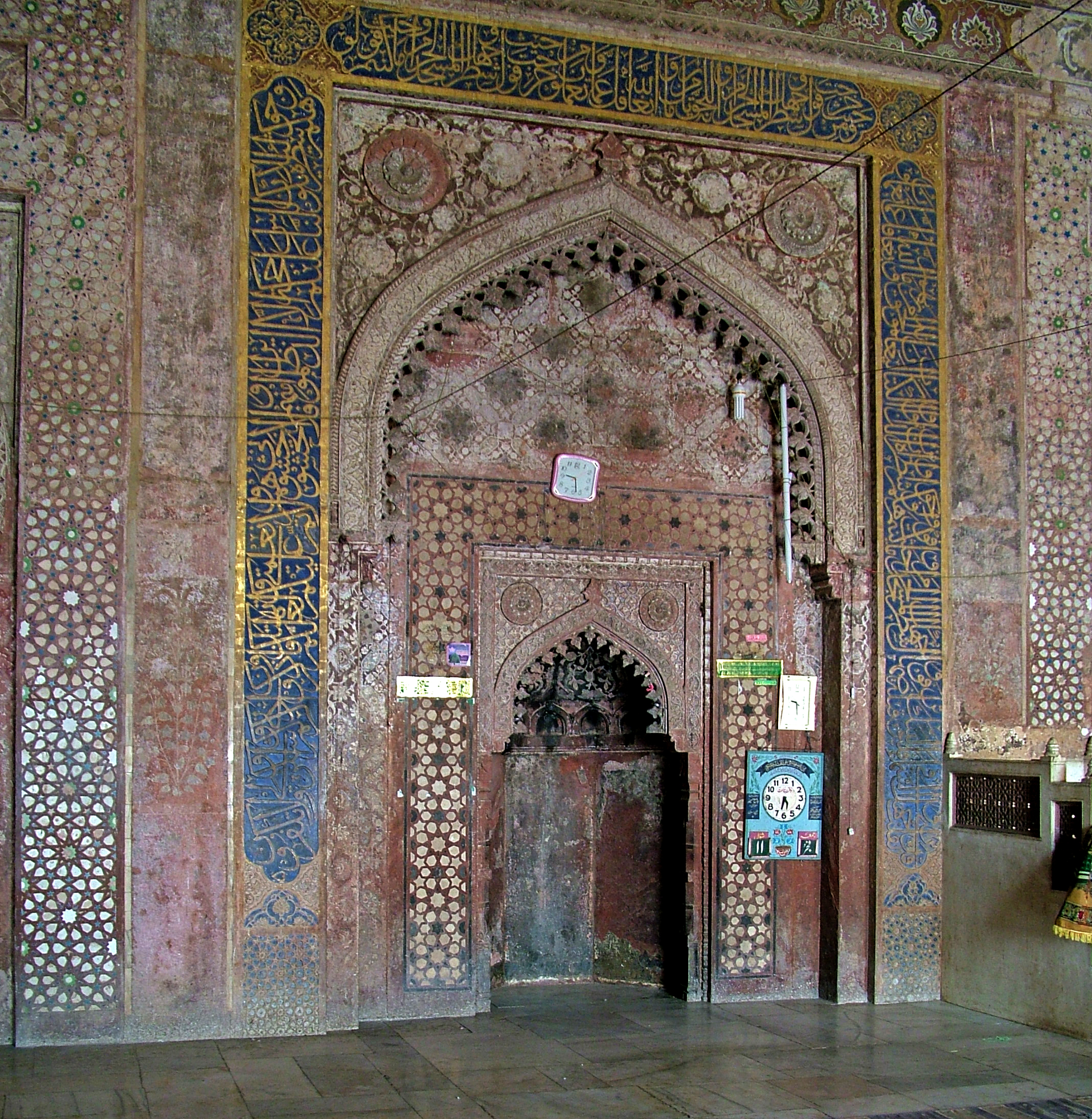
法泰赫普尔西克里的贾马清真寺中，装饰米哈拉布的伊斯兰几何图案、阿拉伯纹样和书法图案

伊斯兰装饰是在伊斯兰艺术和伊斯兰建筑中使用的装饰图案，大致可分为使用弯曲植物花纹的阿拉伯纹样，包含直线或规则曲线的伊斯兰几何图案，以及兼具装饰和表意用途的宗教文本。这三者在各种场景中组成精密复杂的图案。
伊斯兰装饰对欧洲的装饰艺术产生了重大影响，在蔓藤花纹中表现尤为明显。

## 概述

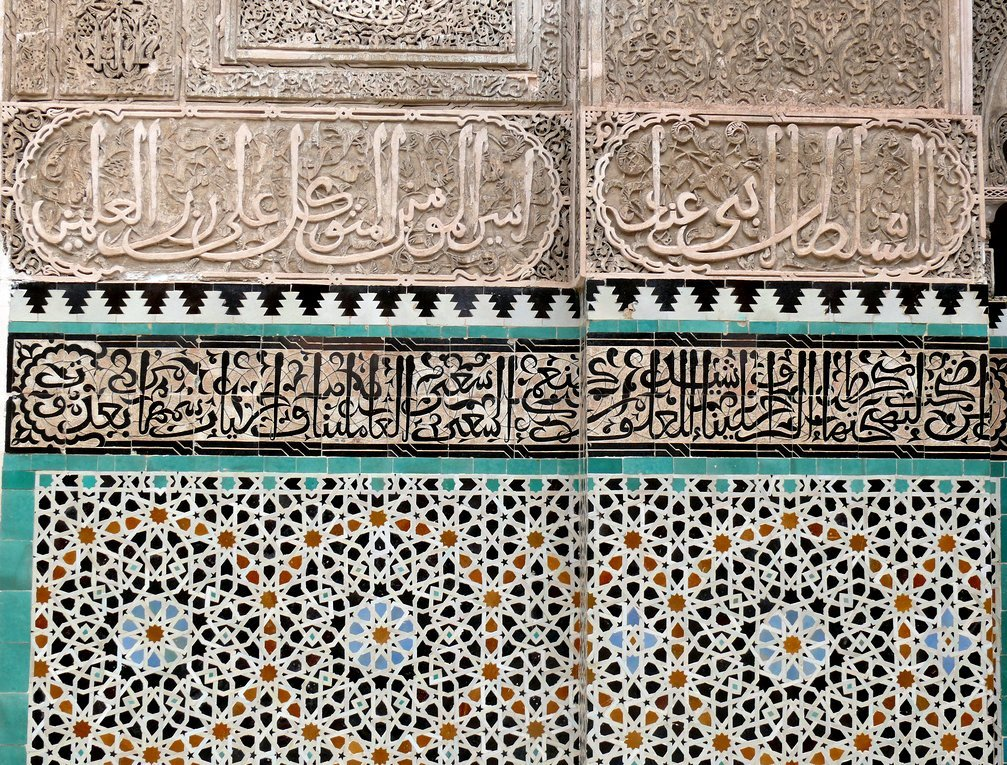
非斯波伊那尼亚学院的几何泽利格瓷砖、带有阿拉伯书法和蔓藤花纹的灰泥装饰

伊斯兰艺术大多避免具象形象，以免成为崇拜的对象。  伊斯兰文化中的这种非圣像主义鼓励艺术家探索非具象艺术，使得审美普遍向基于数学的装饰风格转变。 在伊斯兰教传播之前的伊斯兰世界地区，就已经表现出对几何图案和程式化植物装饰的偏爱。早在四世纪，拜占庭建筑上的石雕就展现出抽象装饰的影响力。萨珊王朝的艺术家之所以有影响力，部分原因在于他们尝试灰泥作为装饰媒介。
伊斯兰几何图案源自希腊、罗马和萨珊等早期文化中使用的设计。它和蔓藤花纹以及伊斯兰书法经常一起被用于马赛克、灰泥、砖砌和陶瓷等媒介中，以装饰宗教建筑和物品。    
基思·克里奇洛等认为，不同于某些仅对图案感兴趣的作家所暗示的那样，伊斯兰图案并非仅是装饰，而是为了引导观众了解潜在的现实。  在伊斯兰文化中，图案是通往精神领域的桥梁，是净化思想和灵魂的工具。  David Wade 指出“伊斯兰教的大部分艺术，无论是在建筑、陶瓷器、纺织品还是书籍之中，都是装饰艺术——也就是说，变换的艺术。” Wade争辩说，目标是改变形象，将清真寺“变成轻盈且扁平”，而“古兰经的装饰页可以成为通向无限的窗户”。 与此相反，Doris Behrens-Abouseif 在《阿拉伯文化中的美》（Beauty in Arabic Culture）一书中指出，中世纪欧洲和伊斯兰世界哲学思想之间的“主要区别”恰恰是在阿拉伯文化中善与美的概念相互独立。她认为，无论是在诗歌还是在视觉艺术中，“人们欣赏美都是因为美本身，而不是对宗教或道德标准的承诺”。 

## 阿拉伯纹样

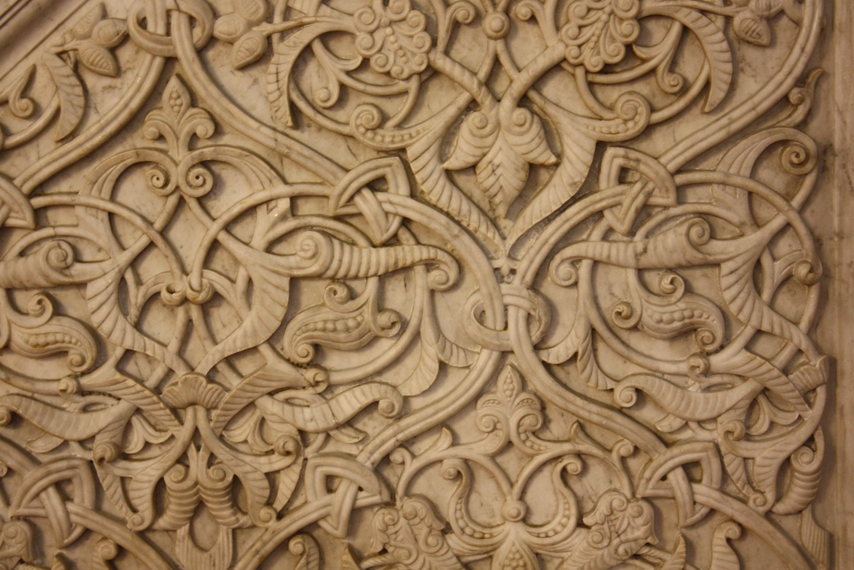
大马士革倭马亚清真寺的石质浮雕，上面有卷须、棕榈叶和半棕榈叶的阿拉伯纹样。

阿拉伯纹样（有时称为“蔓藤花纹”）是一种艺术装饰形式，由“叶片与藤蔓卷曲交错形成的节奏性线条图案”或普通线条组成， 通常与其他元素相结合。它通常是由一个可以根据需要“平铺”或无缝重复多次的单一设计。 这种技巧源于对古典时代晚期艺术中老式几何构图的艺术兴趣，它的出现使得观众能够想象如果图案继续超出其物理边缘的样子。阿拉伯纹样在伊斯兰艺术中独有的特征。 
完全“几何化”的阿拉伯纹样出现在 10 世纪。 图案中常用的植物形式，如老鼠簕叶、葡萄和更抽象的棕榈叶，最初源自古典时代晚期和萨珊王朝艺术。萨珊王朝将卷曲藤蔓作为装饰的特征源自罗马人的拜占庭艺术。在伊斯兰时期，这种藤蔓卷曲图案演变成了阿拉伯纹样。 通常认为，伊斯兰装饰中流行的藤蔓装饰来自希腊化时代和早期基督教艺术。  然而在经历了风格变化后，藤蔓图案变得更加抽象，只有希腊化风格的残余。到 了14 世纪，花朵等其他图案开始出现。 
从 14 世纪开始，几何化的阿拉伯纹样开始被更自由的植物图案所取代，这些图案受到中国艺术和 16 世纪土耳其艺术中流行的萨兹风格的影响。 

## 几何图案

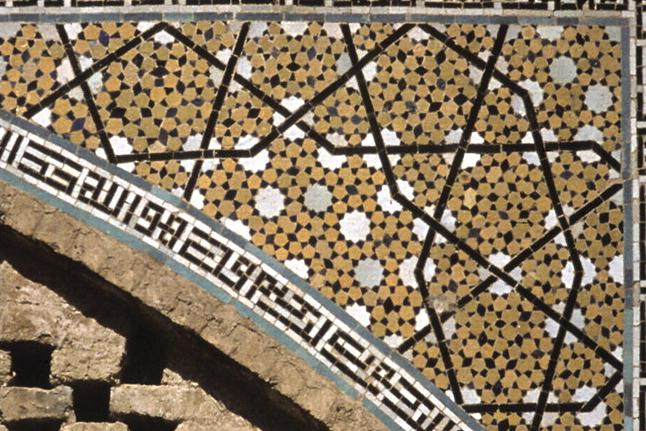
伊斯法罕达尔布伊玛目的吉里赫几何图案

众所周知，伊斯兰艺术的历史世界最擅长使用几何图案进行艺术表达。 伊斯兰几何图案在两个不同的地区发展起来。这些地点位于波斯、河中和呼罗珊的东部地区，以及摩洛哥和安达卢西亚的西部地区。 伊斯兰艺术中的几何设计通常基于正方形和圆形的组合，与蔓藤花纹组合在一起，重叠、交错形成错综复杂的图案，比如各种各样的镶嵌图案。这些可能组成整个装饰图案，也可能构成花卉或书法装饰的框架，还可能消退到其他图案周围的背景中。图案从9 世纪的简单星形和菱形，到13 世纪的各种 6 到 13 点图案，最后演变为16 世纪的 14 和 16 点星形。    圆形、正方形、菱形、十二边形和星形等几何形状在伊斯兰世界的表现和配置各不相同。
几何图案以多种形式出现在伊斯兰艺术和建筑中，包括基里姆地毯， 波斯吉里赫 和西式泽利格瓷砖，   钟乳石檐口装饰拱顶， 贾利穿孔石屏风， 陶瓷器， 皮革， 彩色玻璃，  木制品 和金属制品。  

## 书法

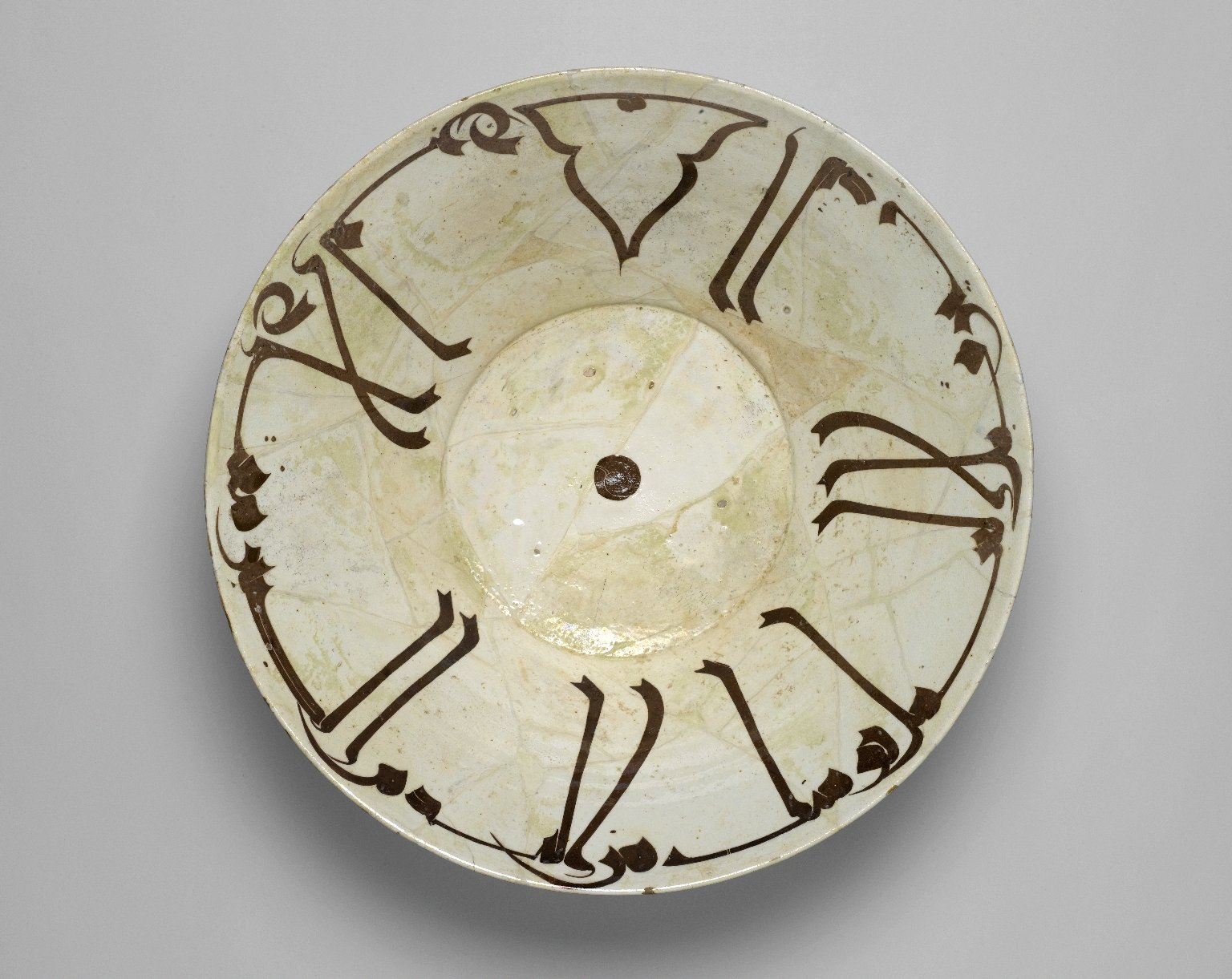
库法体书法装饰碗，10 世纪

书法是伊斯兰艺术的核心元素，是审美和宗教信息的结合。有时它是装饰的主体，有时与蔓藤花纹相结合。 书面文字在伊斯兰教中的重要性使得铭文或书法装饰是建筑的重要组成部分。 书法用于装饰清真寺、宗教学校和陵墓等建筑物；棺材等木制品；瓷砖、碗等陶瓷器。  
铭文装饰还可以通过对文本的选择来进一步表明政治或宗教信息。 例如，装饰圆顶清真寺的书法铭文包括引用《古兰经》中关于尔撒的神迹及其人性的段落（例如古兰经 19:33–35），上帝的唯一性（如古兰经第 112 章），以及穆罕默德作为“先知之印”的角色，这些段落被视为对基督教三位一体概念的拒绝，并宣告伊斯兰教对基督教及犹太教的胜利。   此外，建筑物上的地基铭文通常会标明其创始人或赞助人、建造日期、在位君主姓名以及其他信息。 
伊斯兰艺术中最早的金石铭文例子展示了一种更加无计划的方式，该方式中，书法没有与其他装饰相结合。 到 9 世纪和 10 世纪，铭文已完全融入物品或建筑物的次要装饰成分，到 14 世纪，它们成为许多物品上的主要装饰特征。 早期最常见的字体是以直角线为主的库法体，随着时间的推移，添加了某些花饰以创造变化，例如“花饰”库法体（花饰以花朵或卷须的形式从字母中弹出）或“打结”库法体（其中一些字母形成交错结）。 然而，库法体文字的精细化也使它们变得不那么清晰，这导致在建筑装饰中采用更圆润的手写体文字，例如誊抄体 、 三一体等。这些文字最早出现在 11 世纪的纪念碑上，最初用于宗教铭文，后来也用于其他铭文。在接下来的几个世纪里，手写体经历了进一步的完善，而库法体被降为次要角色。随着信息和赞助人的头衔越来越多，铭文也变得更长、更拥挤。 

## 对西方装饰的影响

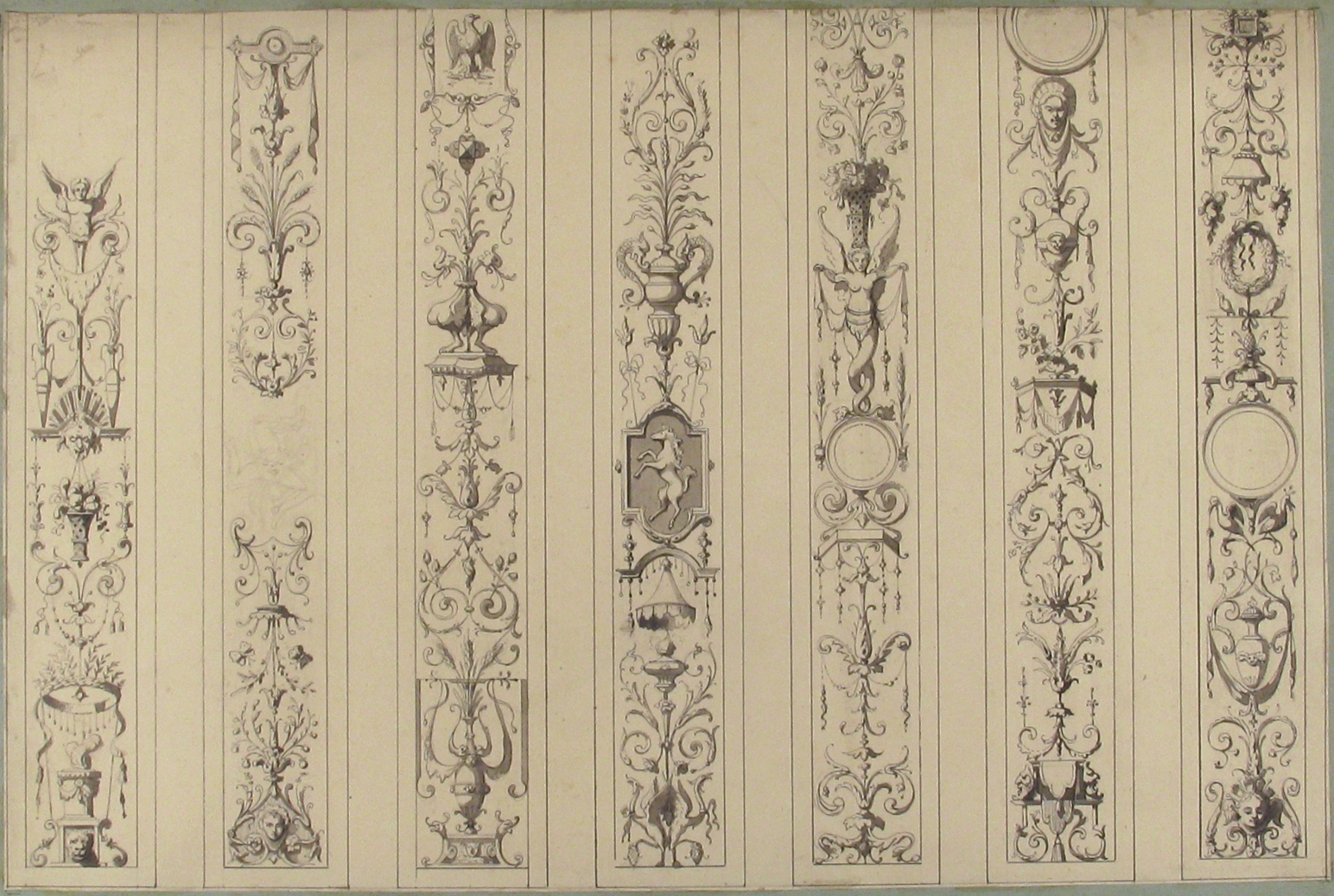
绘有七个西方蔓藤花纹的画板，英国法恩斯伯勒。 Jules Lachaise 和 Eugène-Pierre Gourdet 的素描，1880-1886年

15 世纪后期，一种源自伊斯兰蔓藤花纹的西方装饰风格出现在威尼斯，称为摩尔式装饰或西方蔓藤花纹，被用于各种各样的装饰艺术，特别是书籍设计和装订。 在那之后，艺术与工艺运动的威廉·莫里斯受到了所有三种伊斯兰装饰的影响。 

## 伊斯兰装饰理论
图案是最早的艺术表现形式之一，然而关于图案的科学和理论研究开始较晚。对其特性和意义的系统研究始于19世纪后期。关于装饰的理论可以在李格尔、威廉·莫里斯、约翰·拉斯金、卡尔·森佩尔和欧仁·维奥莱-勒-迪克的著作中找到。
奥列格·格拉巴是研究装饰品唤起思考和解释能力的理论家之一。他认为装饰品不仅用作点缀，而且用作制作和观看的中介。此外，它的装饰品质似乎通过为它提供质量来完成一个对象。这种“品质”是通过装饰品的视觉信息传递的感觉。
欧文·琼斯在他的《装饰语法》( The Grammar of Ornament, 1856) 一书中提出了有关颜色、几何和抽象的理论。他的指导原则之一是所有装饰都基于几何结构。 

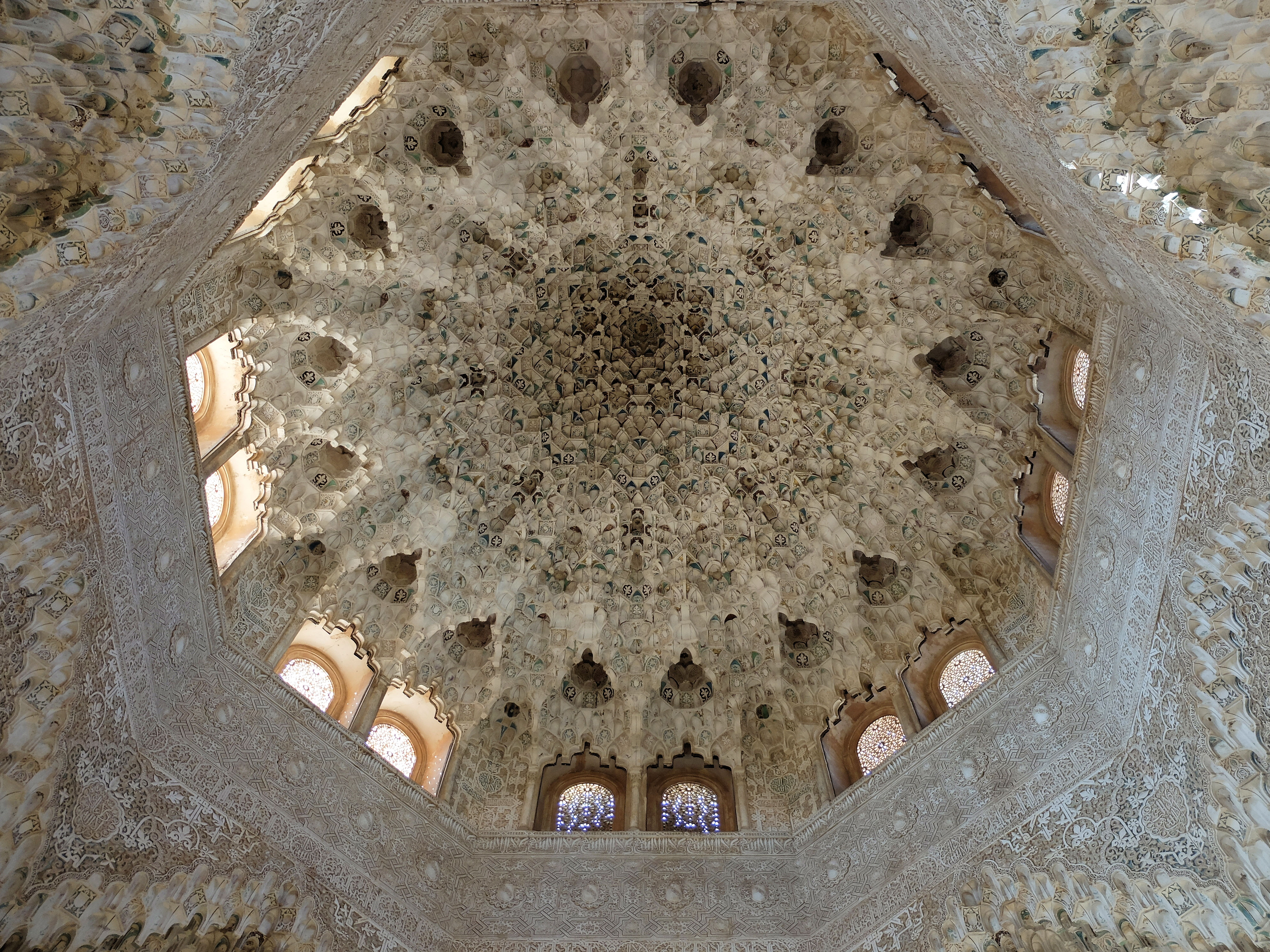
格拉纳达，阿尔罕布拉宫，两姐妹厅，钟乳石檐口天花板。

恩斯特·贡布里希强调装饰作为框架、填充和链接的实际效果。 他认为艺术最有意义的方面是非装饰性的，这源于对西方具象艺术的偏爱。伊斯兰装饰品中的几何图案涉及这种空间填充，在技术上被描述为“等距镶嵌。” 几何图案“填充”空间的主要目的是增强空间。在他的著作《装饰的沉思》（The Meditation on Ornament）中，奥列格·格拉巴偏离了贡布里希受欧洲影响的立场，展示了装饰如何成为设计的主题，将“用设计填充空间”和“通过设计改造空间”区分开来。

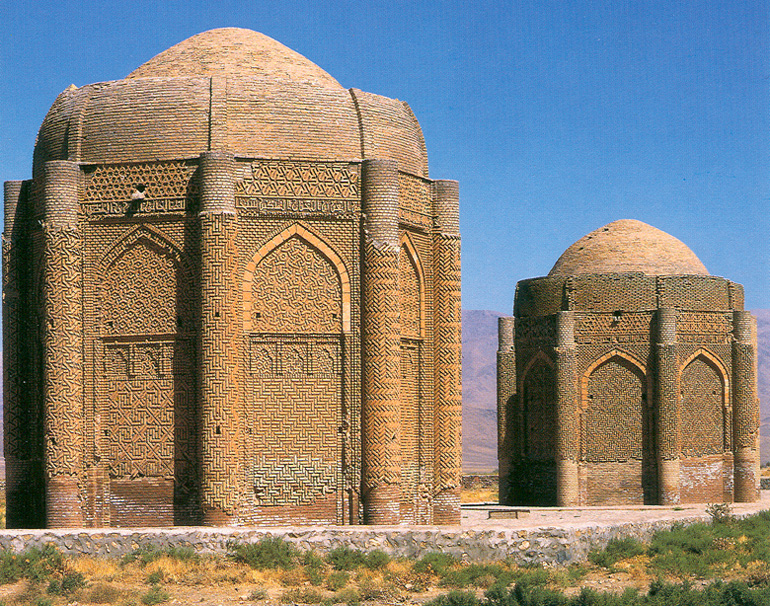
伊朗，卡拉干塔群，1087年，背面。

格拉巴主张注意装饰品的“标志性特质”，“标志性”这个词意味着“指示性”或“表达性”。为了装饰而装饰会破坏装饰的主观性。几何形式具有传达、增强图像学、符号学或象征意义的能力，可被塑造为主题。伊斯兰文化中的装饰通常用于传达特定信息本身的本质。阿尔罕布拉宫中富有质感的几何形式，其作为通道、本质的功能是供观者沉思生命与来世。 在卡拉干塔群之一的入口处可以看到使用几何图形来指示特定信息的一个示例，其中星形多边形框出了“安拉”一词。
埃及、古代近东和希腊化世界植物装饰的发展在阿拉伯纹样中达到顶峰。 植物装饰是“唤醒生命”的暗示，而非对生命的表现。其有机、有节奏的线条表现出生长和运动的本质。
对蔓藤花纹的一个常见误解是将其视为纯粹的宗教信息。这意味着伊斯兰教对装饰品的使用是在艺术风格上对拒绝偶像崇拜的一种反应。尽管装饰被用作通往神圣沉思以及与上帝结合的工具，但它的功能不限于此。